# Acanthochitona andersoni
Acanthochitona andersoni är en blötdjursart som beskrevs av Watters 1981. Acanthochitona andersoni ingår i släktet Acanthochitona och familjen Acanthochitonidae. Inga underarter finns listade i Catalogue of Life.